# Liste des sites et monuments classés de la wilaya d'Adrar
Cet article présente une liste des sites et monuments classés de la wilaya d'Adrar, en Algérie.

## Liste
| Id     | Identification du bien                  | Datation        | Commune | Coordonnées                          | Catégorie du classement | Mesures et date de protection | Date de publication au Journal Officiel                               | Illustration    |                       |
| ------ | --------------------------------------- | --------------- | --- | ------------------------------------ | ----------------------- | --- | --------------------------------------------------------------------- | --------------- | --------------------- |
| 01-001 | Casbah de Melouka                       | Médiévale       | Timimoun | à géolocaliser                       | Classé                  | Classé parmi les sites et monuments historiques par arrêté du 03/11/1999, après avis favorable de la commission nationale des monuments historiques émis lors de ses réunions du 18/04/1987, du 7/03/1988, du 17/06/1990, du 30/12/1991, du 19/01/1995, du 05/03/1996, du 13/05/1997, du 24/12/1997, du 24/12/1997, et du 26/07/1998. | N° 87 du 08/12/1999.                                                  |                 | Télécharger une image |
| 01-002 | Hôtel Oasis rouge                       | Moderne         | Timimoun | à géolocaliser                       | Classé                  | Classé sur la liste des biens culturels par arrêté du 21/01/2015, après avis conforme de la commission nationale des biens culturels tenu le 14/01/2013. | N° 08 du 15/02/2015.                                                  |                 | Télécharger une image |
| 01-003 | Site hôpital Adrar El Kadim             | Moderne         | Adrar | à géolocaliser                       | Classé                  | Inscrit sur l’inventaire général des biens culturels immobiliers par arrêté du 14/07/2007, après avis favorable de la commission nationale des biens culturels tenu le 12/10/2006. | N° 60 du 26/09/2007.                                                  |                 | Télécharger une image |
| 01-004 | Parc culturel de Touat-Gourara-Tidikelt | Moderne         | Adrar, Tamest, Charouine, Reggane, In Zghmir, Tit, Ksar Kaddour, Tsabit, Timimoun, Ouled Said, Zaouiet Kounta, Aoulef,Timekten, Tamantit, Fenoughil, Tinerkouk, Deldoul, Sali, Akabli, Metarfa, Ouled Ahmed Timmi, Bouda, Aougrout,Talmine, Sebaa, Ouled Aissa | à géolocaliser                       | Parcs culturels         | Crée et délimité en Parc culturel en date du 28/05/2008 | N° 28 du 01/06/2008 portant création et délimitation du parc culturel | Image manquante | Télécharger une image |
| 01-005 | Site de Tamentit                        | Médiévale       | Tamantit | à géolocaliser                       | Secteurs sauvegardés    | Créé et délimité en secteur sauvegardé par Décret Exécutif n° 16-137 du 25/04/2016, après avis favorable de la commission nationale des biens culturels tenu le 18/03/2015. | N° 27 du 04/05/2016                                                   | Image manquante | Télécharger une image |
| 01-006 | Place de l’indépendance                 | Aucune datation | Timimoun | 29° 15′ 40,4″ nord, 0° 13′ 44,9″ est | Sites naturels          | Classé Parmi les Sites naturels en date du 25/10/1954, Conformément à l’article 62 de l’ordonnance N° 67-281 du 20/12/1967 | N° 07 du 23/01/1968                                                   |                 | Télécharger une image |
| 01-007 | Place des martyrs                       | Aucune datation | Adrar | 27° 51′ 47″ nord, 0° 16′ 56″ ouest   | Sites naturels          | Classé Parmi les Sites naturels en date du 01/01/1955, Conformément à l’article 62 de l’ordonnance N° 67-281 du 20/12/1967 | N° 07 du 23/01/1968                                                   |                 | Télécharger une image |